# Shepheard’s Hotel

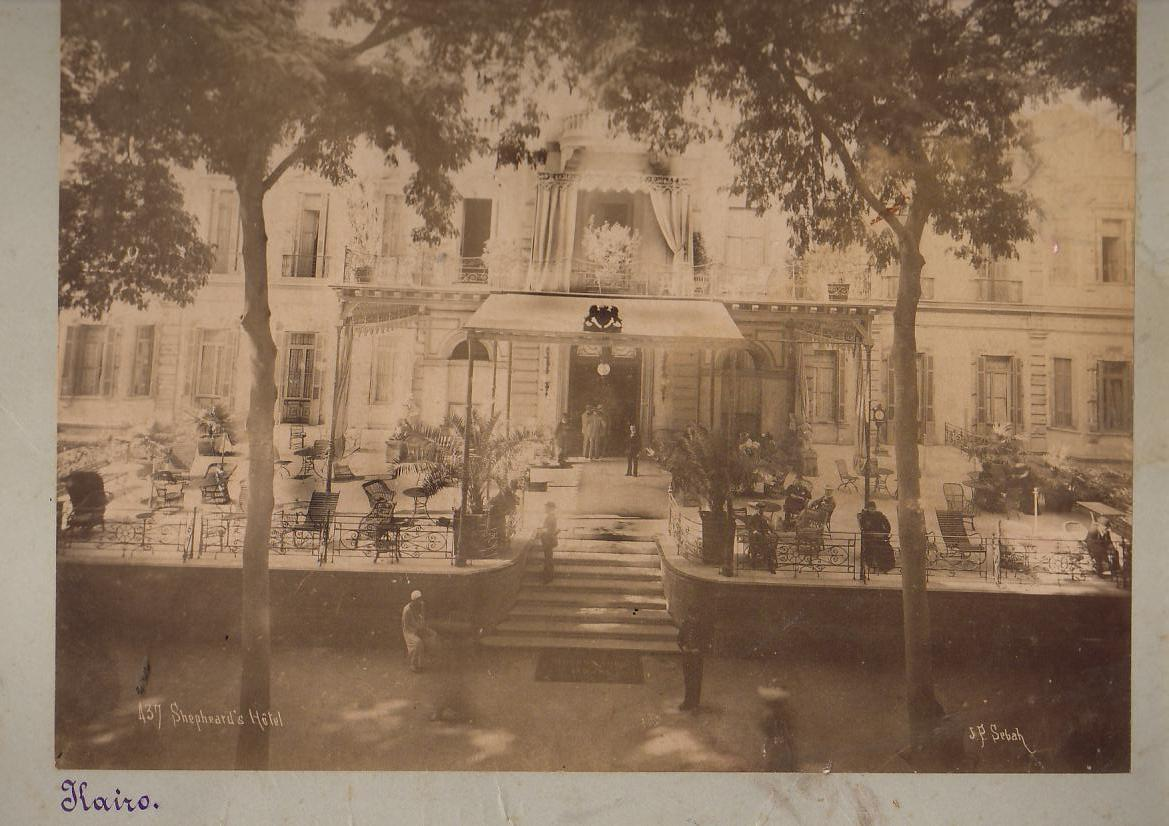
Das Hotel um 1880

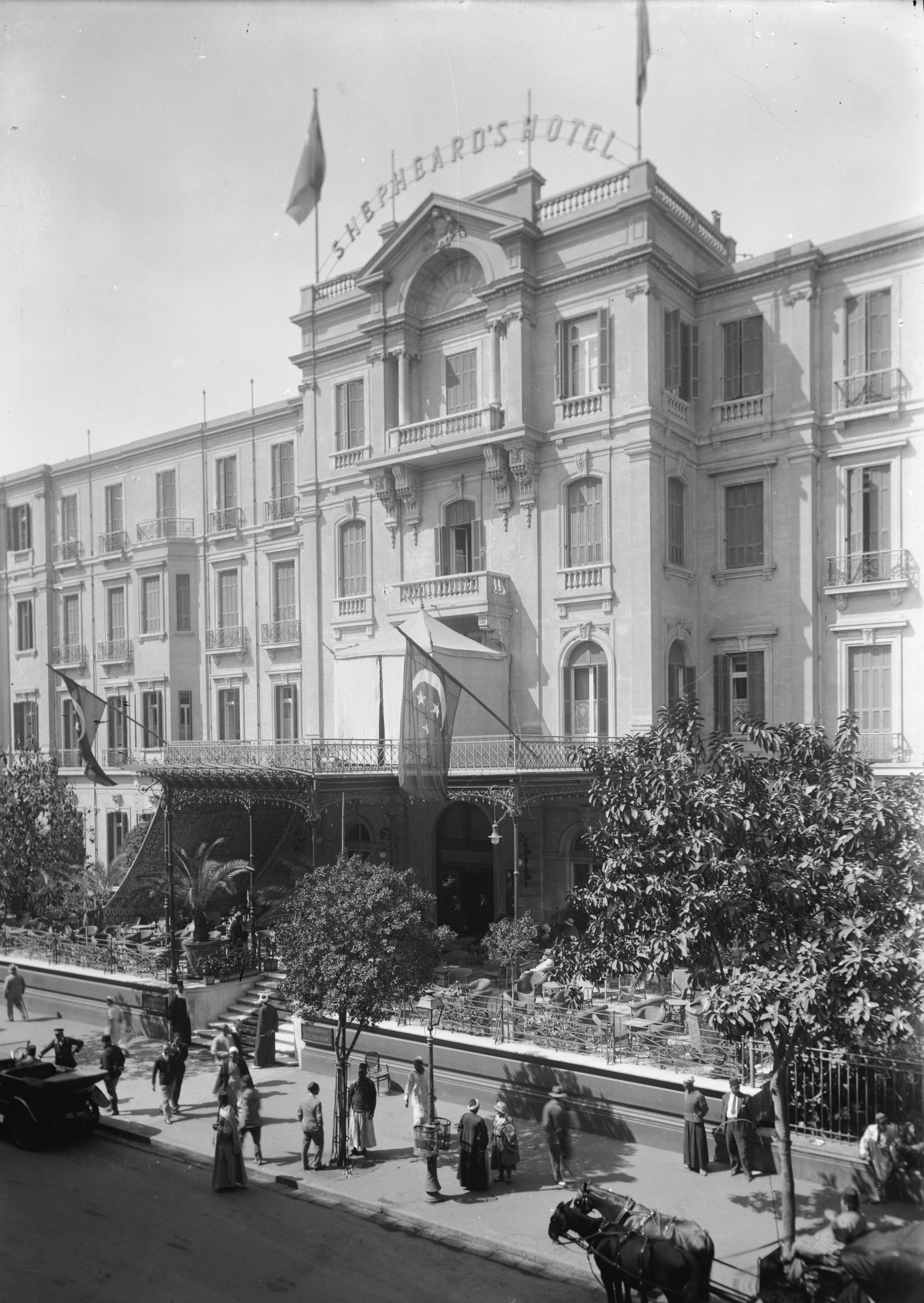
Der Vorgängerbau des heutigen Hotels

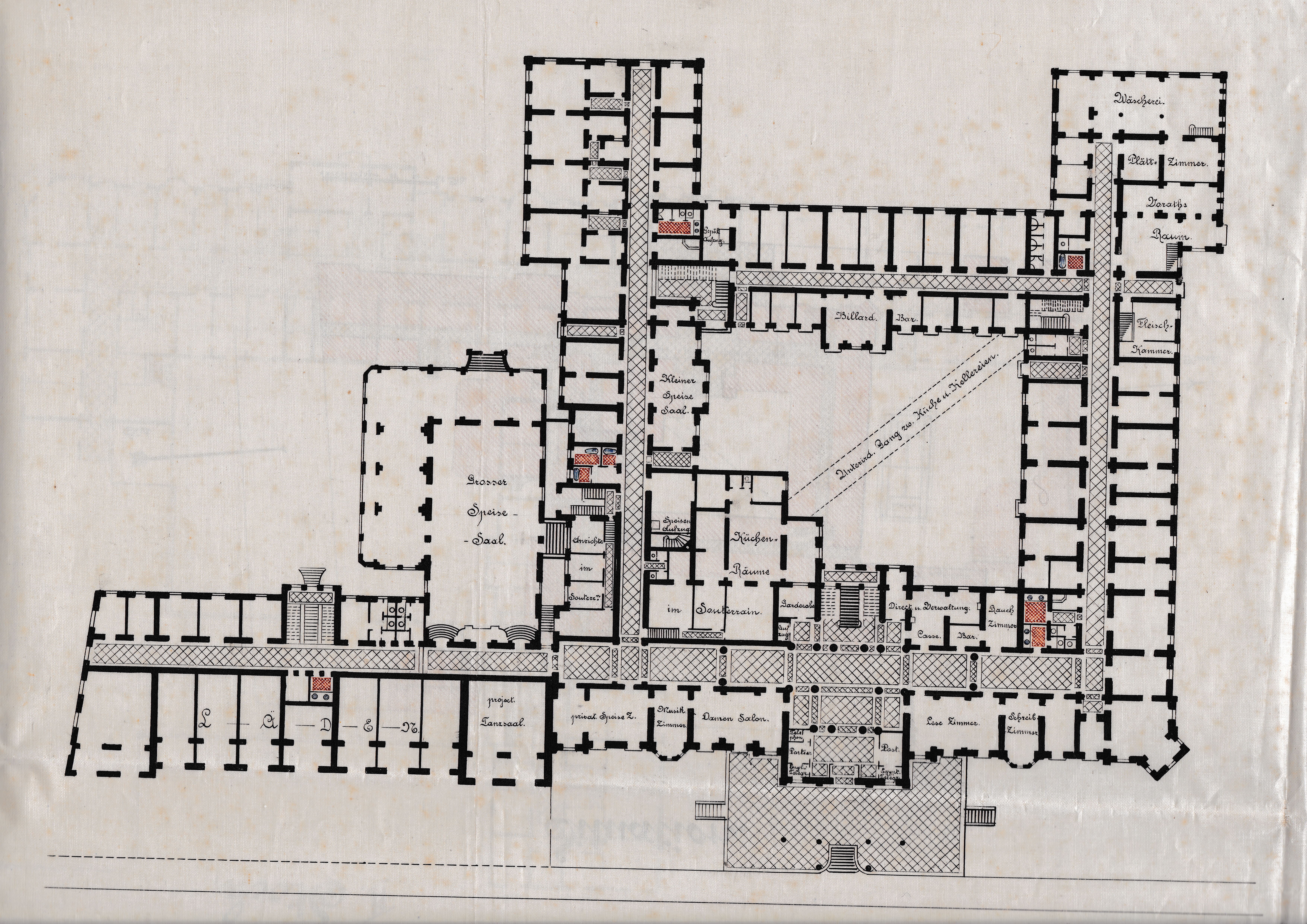
Johann Adam Rennebaum, Shepheard's Hotel, Grundriss Hochparterre und Erdgeschoss, Maßstab 1:500, 1891

Das Shepheard's Hotel war ein Hotel in Kairo. Von seiner Gründung im Jahre 1841 bis in die 1950er Jahre war es eines der größten und renommiertesten Hotels der Stadt. Während des Kairoer Großbrandes 1952 wurde es zerstört.

## Geschichte
Das Hotel wurde im Jahr 1841 an der Westseite der Esbekieh-Promenade als British Hotel gegründet. Geschäftsführer war ein gewisser Mr. Hill. Kurz danach wurde es von dem Briten Samuel Shepheard (1816–66) übernommen und bald nach diesem umbenannt. Da das Hotel sehr gut lief, suchte Shepheard nach einem größeren Gebäude. 1849 schenkte ihm Abbas Hilmi I. den alten Palast von Alfi Bey, der ebenfalls an der Esbekieh-Promenade lag, um darin sein Hotel unterzubringen. Es handelte sich um ein Gebäude mit berühmter Geschichte: Hier hatte bereits Napoleon sein Privatquartier gehabt, als seine Truppen in Ägypten einmarschierten. Unter Shepheards Leitung wurde das Hotel schnell bekannt und beliebt. Es genoss den Ruf, das beste Hotel in Ägypten zu sein, was allerdings Mark Twain nicht vor dem Urteil zurückschrecken ließ, dass es das zweitschlechteste auf der ganzen Welt sei. Amelia Edwards schilderte 1873 das Hotel als Treffpunkt illustrer Personen, während Blanche McManus besonders den Blick von der Terrasse auf das Treiben vor dem Hotel rühmte.
Nach der Zerstörung des Südflügels durch einen Brand im Jahre 1869 wurde das Hotel 1891 unter Leitung des Nürnberger Architekten Johann Adam Rennebaum völlig neu aufgebaut. Von 1897 bis 1905 gehörte das Hotel der Compagnie Internationale des Grands Hotels, einer Tochtergesellschaft der CIWL. Das Hotel verfügte über einen Garten und zeitweise auch über einen privaten Zoo. Es wurde von Angehörigen der britischen Armee stark frequentiert. Am 26. Januar 1952 wurde bei antibritischen Ausschreitungen neben zahlreichen westlichen Einrichtungen in Kairo auch das Hotelgebäude zerstört.
Das Shepheard Hotel wurde 1957 an anderer Stelle, unmittelbar am Nil, neu errichtet. Das Haus befindet sich im Besitz der EGOTH (Egyptian General Company for Tourism and Hotels) und wird seit November 2009 von der Rocco Forte Collection gemanagt. Das Hotel ist seit Februar 2014 aufgrund einer umfassenden Sanierung geschlossen.

## Literarische Erwähnungen
Stefan Zweig siedelt eine Episode im Leben des Obersten Balinkay aus seinem Roman Ungeduld des Herzens im Shepheard Hotel an. Er schildert das Hotel als Luxusquartier. Auch Szenen aus dem Roman Der englische Patient von 1992 spielen im Shepheard Hotel, die entsprechenden Szenen des gleichnamigen Films wurden jedoch im Hotel des Bains in Venedig gedreht, da der Neubau aus den 1950er Jahren als Kulisse nicht mehr geeignet war.

## Wahrnehmung in der einheimischen Bevölkerung
Bei der einheimischen ägyptischen Bevölkerung galt das alte Shepheard's Hotel als Sündenpfuhl. Der ägyptische Hadith-Gelehrte Ahmad Muhammad Schākir (1892–1958) berichtet, dass in seiner Kindheit das Hotel wegen der Mengen an alkoholischen Getränken, die dort konsumiert wurden, von den Ägyptern als „Schabat-Taverne“ (ḫammārat Šabat) bezeichnet wurde. Bei den Zerstörungen vom 26. Januar 1952 sollen mehr als 26 Whisky-Fässer gefunden worden sein. Da er das alte Hotel als einen „Schandfleck“ (waṣmat ʿār) für ein „islamisches Land“ wie Ägypten betrachtete, lehnte Schākir auch die zu seiner Zeit geplante Neuerrichtung des Hotels ab.